# Супин в латинском языке
Супин в латинском языке есть отглагольное существительное, имеющее две формы (Supinum Primum и Supinum Secundum). Эти формы имеют флексии винительного и творительного падежа единственного числа 4-склонения -um и -u. Ключевой особенностью супина в латинском языке, отглагольного имени, является то, что он имеет залог: супин I, соответствующий старославянскому достигательному наклонению, выражает активное действие, а супин II выражает пассивное действие.